# Рождество Богородично (Роженски манастир)
„Рождество Богородично“ е православна църква в България, католикон на Роженския манастир, подчинен на Неврокопската епархия на Българската православна църква.

## История
Католиконът е възстановен в 1715 година и е изписан в 1727 година от Теохарис и Николаос – двамата зографи изписват сцената Успение Богородично с портрет на ктитора на източната стена на притвора, като оставят подпис „ηστορίθη ι παρούσα κ[ο]ίμησις ιπό αγιογράφων Θεοχάρι κ(αι) Νικολάου“. В 1732 година зографът Алексиос от Янина изрисува иконостасните икони и стенописи в църквата.
Надписът е изписан над входната врата на наоса на католикона:
| „ | ΠΑΙCΙΟC ΕΛΛΕΩ Θ(ΕΟ)Υ ΚΩΝCΤΑΝΤΙΝΟΥΠΟΛΕΩS ΝΕ(ΑC) ΡΩΜΗC Κ(ΑΙ) ΟΙΚΟΥΜΕΝΙΚΟC Π(ΑΤ)ΡΙΑΡΧΗ(C) ΟΥΤΩC Ο ΘΕΙΩ(C) ΚΑΙ ΠΑΝCΕΠΤ(ΟC) ΝΑΟC ΤΗC ΥΠΕΡΑΓΙΑC Θ(ΕΟΤΟ)ΚΟΥ ΤΗC ΑΥΘΕΝΤΙΚΗC ΚΑΙ CΤΑΥΡΟΠΟΙΑΚΗC ΜΟΝΗC ΤΗC ΕΠΟΝΟΜΑΖΟΜΕΝΗC ΡΩΖΙΝΟΥ ΑΝΕΚΙΝΗCΘΕΙ Κ(ΑΙ) ΑΝΕCΤΟΡΙCΘΕΙ ΚΑΙ ΚΑΛΛΟΠΙCΘΕΙ CΥΝ ΤΩ ΤΕΜΠΛΩ ΚΑΙ ΤΩΝ ΑΛΛΩΝ CΤΟΛΙCΜΩΝ ΑΡΧΗΕΡΑΤΕΥΟΝΤΟC ΤΟΥ ΠΑΝΙΕΡΩΤΑΤΟΥ Μ(ΗΤ)ΡΟΠΟΛΙΤΟΥ Μ(Ε)ΛΕΝΙΚΟΥ Κ(ΥΡ)ΟΥ ΑΝΘΥΜΟΥ ΠΡΟΕCΤΕYΩΝΤΟC Κ(ΑΙ) ΗΓΟΥΜΕYΩΝΤΟC ΤΟΥ ΑΙΔΕCΜΙΩΤΑΤΟΥ Κ(ΑΙ) ΕΥΛΑΥΕCΤΑΤΟΥ ΕΝ ΙΕΡΕΥCΙ ΚΥΡΟΥ CΑΚΕΛΛΑ ΡΙΟΥ Κ(ΥΡ)ΟΥ ΑΝΑCΤΑCΙΟΥ ΕΠΙΤΡΟΠΕΥΩΝΤΟC ΤΟΥ ΕΝΤΙΜΩΤΑΤΟΥ ΑΡΧΩΝΤΟC Κ(ΑΙ) CΚΕΥΟΦΥΛΑΞ Κ(ΥΡ)ΟΥ ΔΟΥΚΑ ΔΙΑ CΥΝΔΡΟΜΗC Κ(ΑΙ) ΔΑΠΑΝΗC ΑΥΤΟΥ Κ(ΑΙ) ΤΩΝ ΛΟΙΠΩΝ ΧΡΙCΤΙΑΝΩΝ, ΑΨΛΒ ΙΟΥΛΙΟΥ Ε‘ | “ |

Икона на Свети Димитър е датирана 1636/7 година и има надпис „ΔΕICEΙC ΤΟΥ ΔΟΥΛΟΥ ΤΟΥ Θ(ΕΟ)Υ ΖΛΑΤΟ(Υ) ΔΑYΦΝΗ ΕΤΟΥC ΖΡΜΕ“, на икона на Петъри Павел от 1644 „ΔΟΥΛΟΥ Κ(ΥΡΙ)ΟΥ ΔΕ/ΥCΙC Κ(ΑΙ) ΠΑΝΑΓΙΟΤΗ / ΔΟΥΚΑ ΕΤΗ ΑΠΟ Χ(ΡΙCΤ)ΟΥ / 1664“, а на икона на Христос Вседържител от XVII век „ΟΥΛΟΥ / Κ(ΥΡΙ)ΟΥ ΔΕΥCΗC / ΒΟΥ(Λ)ΚΟ / Κ(Α)Ι ΜΑΡΟΥΔΑ“.

### „Света Богородица Вратарница“
Докато Роженския манастир е подчинен на атонския Иверски манастир, спазвайки църковна традиция, той получава копие на чудотворната икона, съхранявана в манастира „майка“ – в случая това е иконата на Св. Богородица Портаитиса или на български – Вратарница. Оригиналната икона е охранявала портите на Иверския манастир и оттам епитета Портаитиса. Копието е създадено през 1790 година от монаха зограф Яков Иверски, по поръчка на кожарския еснаф в Мелник. За разлика от останалите копия на иконата, това, дарено на Роженския манастир, е направено от светено желязо, и е обкръжено от десет малки композиции, изобразяващи лековитите ѝ чудеса. Тя е подписана от автора: „ΙCΤΟΡΗΘΗ Η ΠΑΡΟΥCΑ ΑΓΙΑ ΕΙΚΩΝ ΕΙC ΑΝΤΥΤΥΠΟΝ ΤΗC ΠΟΡΤΑΙΤΙCCΗ(C) ΔΙΑ CΥΝΔΡΟΜΗ(C) ΤΟΥ ΠΑΝΟC(Ι)ΟΤΑΤΟΥ ΑΓΙΟΥ ΠΡΟΗΓΟΥΜΕΝ(ΟΥ) / KΥΡΙΟΥ ΚΥΡΙΟΥ ΙΓΝΑΤΙΟΥ ΙΒΗΡΙΤΟΥ ΔΙ ΕΞΟΔΩΝ ΔΕ Κ(ΑΙ) ΕΥΛΑΒΕΙΑC ΤΩΝ ΚYΡΙΩΝ ΜΑΝΚΑΤΗ ΤΑΜΠΑΚΗ Κ(ΑΙ) ΚΩΝCΤΑ(ΝΤΙΝΟY) ΚΑΛΤΖΟΥΝΗ ΕΙC ΨΥΧΙΚ/ΗC ΤΩΝ CΩΤΗ/ΡΙΑC / ΔIΑ ΧΕΙΡΟC ΙΑΚΩΒΟΥ ΙΒΗΡΙΤΟΥ“.
Иконата се смята за чудотворна. Всяка година на 7 септември богомолци от цялата страна и чужбина принасят своите дарове пред иконата и пренощуват в храма за здраве. На 8 септември – Малка Богородица, храмов празник на манастира, се извършва литийно шествие с чудотворната икона, благославяне на манастирския курбан и раздаването му за здраве.

## „Св. св. Козма и Дамян“
В северозападната част на църквата се намира параклисът „Св. св. Козма и Дамян“, изписан със стенописи в XVIII век, като има и забележителен ктиторски портрет на монахинята Мелания с моделна параклиса в ръка. В параклиса е най-ранният иконостас в манастира. Той има орнаментален фриз с оцветена дърворезба от по-ранен иконостас, към който са добавени по-късно рисувани части и икони, сред които се открояват „Света Богородица Елеуса“ и патронната икона „Свети Безсребреници“ от 1776 година. Ктиторският надпис, изписан на стената гласи:
| „ | ΑΝΙ[CΤΟΡΗΘΗ Ο ΘΕΙ]ΟC Κ(ΑΙ) ΠΑΝCΕΠΤΟC ΝΑ ΟC ΤΩΝ ΑΓΙΩΝ Κ(ΑΙ) ΘΑΥΜΑΤΟΥΡΓOΝ ΑΝΑΡΓΥΡΩΝ ΚΟCΜΑ Κ(ΑΙ) ΔΑΜΙΑΝΟΥ ΔΗ ΕΞΟΔΟΥ Κ(ΑΙ) ΔΑΠΑ ΝΗC Μ[ΕΛΑΝΗC ΜΟΝ]ΑΧ[ΗC........]. | “ |